# Питали
Питали или Менда (известно още като Милли Bаат и Милани) е традиционно солено ястие с произход от окръг Джамалпур в област Мименсинг, Бангладеш. 

## Референции
1. ↑  Pithali, Jamalpur's signature food item //  Dhaka Tribune.   Посетен на 2025-08-05. (на английски)